# Plagioraphe
Plagioraphe es un género de foraminífero bentónico de la familia Lituotubidae, de la superfamilia Lituotuboidea, del suborden Lituolina y del orden Lituolida. Su especie tipo es Plagioraphe tornata. Su rango cronoestratigráfico abarca desde el Ladiniense superior (Triásico medio) hasta el Noriense (Triásico superior).

## Discusión
Clasificaciones previas incluían Plagioraphe en el suborden Textulariina del orden Textulariida, o en el orden Lituolida sin diferenciar el suborden Lituolina.

## Clasificación
Plagioraphe incluye a la siguiente especie:
- Plagioraphe tornata †